# Virtus Eirene Ragusa 2015-2016
Questa voce raccoglie le informazioni riguardanti la Virtus Eirene Ragusa nelle competizioni ufficiali della stagione 2015-2016.

## Verdetti stagionali
Competizioni nazionali
- Serie A1:

stagione regolare: 3º posto su 14 squadre (21-5);
play-off: semifinali perse contro Schio (1-2).
- Coppa Italia:

finale vinta contro Schio (70-67).
- Supercoppa italiana: (1 partita)

gara persa il 27 settembre 2015 con Schio (54-83).

## Stagione
La stagione 2015-2016 è la terza che la squadra disputa in Serie A1. La presentazione della squadra è avvenuta il 17 settembre 2015.
Il 2 febbraio 2016 viene esonerato l'allenatore Nino Molino, sostituito da Gianni Lambruschi.

## Organigramma societario
Tratto dal sito ufficiale.
Area dirigenziale
- Presidente: Gianstefano Passalacqua
- Vicepresidente: Davide Passalacqua
- Dirigente responsabile: Salvatore Padua
- Dirigente accompagnatore: Giovanni Criscione
- Responsabile Logistica e Gestione Impianti: Enzo Criscione
- Responsabili informatica: Luca Cascone e Salvo Firrito
- Tesoriere: Raffaele Carnemolla
- Magazzinieri e Addetti al Campo: Simone Trapani e Vincenzo Insigna
- Addetto stampa: Michele Farinaccio

Area Tecnica
- Allenatore settore giovanile: Gianni Recupido
- Addetta al servizio statistiche: Valeria Padua
- Preparatore atletico: Paolo Modica
- Fisioterapista: Carlo Schembari
- Medico sociale: Emanuele Bocchieri
- Addetto arbitri: Maurizio Vincenzi

## Roster
| Passalacqua Ragusa | Passalacqua Ragusa |
| Giocatrici         | Staff tecnico      |
| ------------------ | ------------------ |

| 4  | Italia (bandiera)                      | PG | Chiara Consolini    | 1988 | 182 cm |  |  |
| 5  | Italia (bandiera)                      | P  | Gaia Gorini         | 1992 | 178 cm |  |  |
| 6  | Italia (bandiera)                      | A  | Lia Valerio         | 1987 | 181 cm |  |  |
| 7  | Slovenia (bandiera)                    | A  | Maja Erkič          | 1985 | 183 cm |  |  |
| 10 | Camerun (bandiera) · Italia (bandiera) | A  | Monique Ngo Ndjock  | 1985 | 187 cm |  |  |
| 13 | Argentina (bandiera)                   | P  | Débora González     | 1990 | 170 cm |  |  |
| 14 | Italia (bandiera)                      | A  | Simona Sorrentino   | 1998 | 176 cm |  |  |
| 15 | Canada (bandiera) · Italia (bandiera)  | AC | Jenifer Nadalin (C) | 1983 | 187 cm |  |  |
| 20 | Stati Uniti (bandiera)                 | AC | Camille Little      | 1985 | 188 cm |  |  |
| 32 | Stati Uniti (bandiera)                 | AC | Rebekkah Brunson    | 1981 | 192 cm |  |  |
| 44 | Serbia (bandiera)                      | A  | Milica Mićović      | 1984 | 182 cm |  |  |

| Allenatore                                                                      |
| - Gianni Lambruschi                                                             |
| Assistente/i                                                                    |
| - Maurizio Ferrara Legenda - (C) Capitano Roster Aggiornato al: 2 febbraio 2016 |

## Mercato

### Sessione Estiva
Riconfermate le ali Lia Rebecca Valerio e Jenifer Nadalin e le playmaker Gaia Gorini e Débora González, sono stati effettuati i seguenti trasferimenti:
| Acquisti | Acquisti           | Acquisti         | Acquisti   |
| R.       | Nome               | da               | Modalità   |
| -------- | ------------------ | ---------------- | ---------- |
| PG       | Chiara Consolini   | Umbertide        | definitivo |
| A        | Maja Erkič         | Athlete Celje    | definitivo |
| A        | Monique Ngo Ndjock | PB63 Battipaglia | definitivo |
| AC       | Camille Little     | Maccabi Ashdod   | definitivo |
| AC       | Rebekkah Brunson   | Dinamo Kursk     | definitivo |
| A        | Milica Mićović     | CUS Cagliari     | definitivo |

| Cessioni | Cessioni          | Cessioni     | Cessioni   |
| R.       | Nome              | a            | Modalità   |
| -------- | ----------------- | ------------ | ---------- |
| A        | Jelena Ivezić     | Dike Napoli  | definitivo |
| A        | Sabrina Cinili    | CD Zamarat   | definitivo |
| G        | Paola Mauriello   | Yale Pescara | definitivo |
| G        | Virginia Galbiati | Pall. Broni  | definitivo |
| AC       | Ashley Walker     | Famila Schio | definitivo |
| GA       | Sara Canova       | Basket Costa | definitivo |
| AC       | Plenette Pierson  | Tulsa Shock  | definitivo |

## Risultati

### Serie A1

#### Girone di andata
| Napoli 4 ottobre 2015, ore 16:15 CEST 1ª giornata | CUS Cagliari | 52 – 88 referto | Passalacqua Ragusa | PalaVesuvio |

| Ragusa 11 ottobre 2015, ore 18:00 CEST 2ª giornata | Passalacqua Ragusa | 63 – 55 referto | Geas Sesto San Giovanni | PalaMinardi |

| Battipaglia 18 ottobre 2015, ore 18:00 CEST 3ª giornata | Convergenze Battipaglia | 54 – 72 referto | Passalacqua Ragusa | PalaZauli |

| Ragusa 25 ottobre 2015, ore 18:00 CET 4ª giornata | Passalacqua Ragusa | 87 – 45 referto | Vigarano | PalaMinardi |

| Umbertide 1º novembre 2015, ore 18:00 CET 5ª giornata | Umbertide | 74 – 56 referto | Passalacqua Ragusa | PalaMorandi |

| Ragusa 8 novembre 2015, ore 18:00 CET 6ª giornata | Eirene Ragusa | 68 – 61 referto | Basket Parma | PalaMinardi |

| Napoli 14 novembre 2015, ore 20:30 CET 7ª giornata | Dike Napoli | 53 – 65 (14-19; 28-34; 42-47) referto | Eirene Ragusa | PalaVesuvio |

| Ragusa 29 novembre 2015, ore 19:00 CET 8ª giornata | Eirene Ragusa | 91 – 49 (28-9; 48-25; 74-37) referto | Azzurra Orvieto | PalaMinardi |

| Arbitri: | Martino Galasso (Siena) Giulio Giovannetti (Terni) Alessandro Costa (Livorno) |

|             |          |           |
| Anderson 18 | Punti    | 21 Little |
| Macchi 4    | Assist   | 6 Gorini  |
| Yacoubou 10 | Rimbalzi | 8 Brunson |

| Arbitri: | Giampaolo Marota (Ascoli Piceno) Elena Colazzo (Milano) Marcello Callea (Porto Torres) |

|            |          |                             |
| Brunson 19 | Punti    | 18 Bailey                   |
| Brunson 2  | Assist   | 3 Bailey, Gianolla, Tonello |
| Brunson 11 | Rimbalzi | 7 Bailey                    |

| Arbitri: | Luca Bonfante (Vicenza) Stefano Wassermann (Trieste) Gabriele Gagno (Treviso) |

|          |          |              |
| Wojta 22 | Punti    | 18 Consolini |
| Dotto 7  | Assist   |              |
| Wojta 10 | Rimbalzi | 15 Brunson   |

| Arbitri: | Antonio Migotto (Venezia) Stefano Del Greco (Verona) Veronica Restuccia (Bologna) |

|                   |          |                    |
| Sōtīriou 24       | Punti    | 17 Erkič           |
| Anderson 3        | Assist   | 3 Gorini           |
| Anderson, Smith 9 | Rimbalzi | 12 Little, Brunson |

| Arbitri: | Alberto Maria Scrima (Catanzaro) Corrado Triffiletti (Messina) Salvatore Nuara (Selvazzano Dentro) |

|                   |          |              |
| Little 19         | Punti    | 16 Christmas |
| Brunson, Little 8 | Rimbalzi | 9 Christmas  |

#### Girone di ritorno
| Arbitri: | Marco Pierantozzi (Ascoli Piceno) Michele Gasparri (Pesaro) Alessio Dionisi (Fabriano) |

|             |          |            |
| Prahalis 24 | Punti    | 24 Little  |
| Arioli 4    | Assist   | 5 Gorini   |
| Milić 11    | Rimbalzi | 10 Brunson |

| Arbitri: | Gianluca Gagliardi (Anagni) Simone Patti (Montesilvano) Fabio Ferretti (Nereto) |

|            |          |            |
| Correal 14 | Punti    | 19 Brunson |
| Correal 11 | Rimbalzi | 10 Brunson |

| Arbitri: | Riccardo Bianchini (Bagno a Ripoli) Michele Capurro (Reggio Calabria) Umberto Tallon (Bologna) |

|            |          |             |
| Brunson 21 | Punti    | 19 Boyd     |
| Gorini 3   | Assist   |             |
| Brunson 9  | Rimbalzi | 11 Treffers |

| Arbitri: | Davide Scudiero (Milano) Andrea Agostino Chersicla (Oggiono) Veronica Restuccia (Bologna) |

|                       |          |            |
| Orrange 20            | Punti    | 30 Brunson |
| Crudo, D'Alie, Vian 3 | Assist   | 4 González |
| Ostarello 12          | Rimbalzi | 8 Brunson  |

| Ragusa 7 febbraio 2016, ore 18:00 CET 18ª giornata | Eirene Ragusa | 63 – 46 (16-16; 34-27; 50-32) referto | Umbertide | PalaMinardi |

| Parma 28 febbraio 2016, ore 18:00 CET 19ª giornata | Basket Parma | 60 – 64 (14-12; 23-31; 46-46) referto | Eirene Ragusa | PalaCiti |

| Arbitri: | Michela Padovano (Ruvo di Puglia) Calogero Cappello (Agrigento) Michele Capurro (Reggio Calabria) |

|            |          |              |
| Brunson 15 | Punti    | 25 Petronytė |
| Brunson 16 | Rimbalzi | 11 Petronytė |

| Porano 6 marzo 2016, ore 17:00 CET 21ª giornata | Azzurra Orvieto | 56 – 66 (14-14; 22-30; 39-51) referto | Eirene Ragusa | Palazzetto dello Sport |

| Ragusa 6 aprile 2016, ore 20:30 CEST 22ª giornata | Eirene Ragusa | 55 – 82 (10-22; 23-51; 40-71) referto | Famila Schio | PalaMinardi |

| San Martino di Lupari 20 marzo 2016, ore 18:00 CET 23ª giornata | San Martino | 54 – 69 (11-6; 19-30; 38-56) referto | Eirene Ragusa | Palazzetto dello Sport |

| Arbitri: | Alessandro Nicolini (Palermo) Damiano Capozziello (Brindisi) Angelo Caforio (Brindisi) |

|            |          |           |
| Brunson 17 | Punti    | 19 Harmon |
| Gorini 4   | Assist   |           |
| Brunson 17 | Rimbalzi | 10 Harmon |

| Ragusa 13 febbraio 2016, ore 20:30 CET 25ª giornata | Eirene Ragusa | 76 – 52 (11-19; 34-27; 59-42) referto | Pall. Torino | PalaMinardi |

| Mestre 10 aprile 2016, ore 18:00 CEST 26ª giornata | Reyer Venezia | 67 – 56 (21-16; 43-28; 54-44) referto | Eirene Ragusa | Palasport Taliercio |

#### Play-off

##### Quarti di finale
| Arbitri: | Angela Rita Castiglione (Palermo) Calogero Cappello (Agrigento) Corrado Triffiletti (Messina) |

|            |          |                     |
| Brunson 17 | Punti    | 16 Březinová, Ugoka |
| Erkič 2    | Assist   | 2 Březinová         |
| Little 12  | Rimbalzi | 9 De Pretto         |

| Arbitri: | Alberto Scrima (Catanzaro) Salvatore Nuara (Selvazzano Dentro) Francesco Meneghini (Thiene) |

|          |          |             |
| Clark 20 | Punti    | 19 Little   |
| Zara 4   | Assist   | 3 Consolini |
| Ugoka 10 | Rimbalzi | 10 Brunson  |

##### Semifinale
| Arbitri: | Diletta Bandinelli (Siena) Stefano Ursi (Livorno) Corrado Triffiletti (Messina) |

|             |          |           |
| Walker 18   | Punti    | 23 Little |
| Macchi 4    | Assist   | 3 Gorini  |
| Yacoubou 10 | Rimbalzi | 9 Brunson |

| Arbitri: | Silvia Marziali (Roma) Alessandro Perciavalle (Torino) Pasquale Pecorella (Trani) |

|            |          |             |
| Brunson 20 | Punti    | 13 Yacoubou |
| González 2 | Assist   |             |
| Brunson 16 | Rimbalzi | 13 Yacoubou |

| Arbitri: | Elena Colazzo (Milano) Andrea Masi (Firenze) Marco Pierantozzi (Ascoli Piceno) |

|             |          |                    |
| Anderson 17 | Punti    | 17 Little          |
| Sottana 5   | Assist   | 4 González, Gorini |
| Walker 10   | Rimbalzi | 8 Brunson          |

### Coppa Italia

#### Semifinale
| Arbitri: | Daniele Caruso (Roma) Alessio Dionisi (Fabriano) Elena Colazzo (Milano) |

|            |          |                                    |
| Brunson 16 | Punti    | 16 Růžičková                       |
| Gorini 7   | Assist   | 2 Carangelo, Christmas, Fontenette |
| Brunson 8  | Rimbalzi | 9 Christmas                        |

#### Finale
| Arbitri: | Chiara Maschietto (Treviso) Silvia Marziali (Roma) Angela Rita Castiglione (Palermo) |

|             |          |                    |
| Yacoubou 20 | Punti    | 22 Brunson, Little |
| Macchi 6    | Assist   | 5 Gorini           |
| Yacoubou 12 | Rimbalzi | 9 Gorini, Brunson  |

### Supercoppa italiana

#### Finale
| Arbitri: | Andrea Bongiorni (Pisa) Alessandro Perciavalle (Torino) Giulia Sartori (Arsiè) |

|             |          |                                   |
| Walker 17   | Punti    | 10 Erkič, Little, Mićović, Ndjock |
| Anderson 11 | Rimbalzi | 7 Little, Ndjock                  |

## Statistiche

### Statistiche di squadra
| Competizione        | Punti | In casa | In casa | In casa | In casa | In casa | In trasferta | In trasferta | In trasferta | In trasferta | In trasferta | Totale | Totale | Totale | Totale | Totale | Totale |
| Competizione        | Punti | G       | V       | P       | Ptf     | Pts     | G            | V            | P            | Ptf          | Pts          | G      | V      | P      | Ptf    | Pts    | Diff.  |
| ------------------- | ----- | ------- | ------- | ------- | ------- | ------- | ------------ | ------------ | ------------ | ------------ | ------------ | ------ | ------ | ------ | ------ | ------ | ------ |
| Serie A1            | 42    | 12      | 10      | 2       | 839     | 687     | 14           | 11           | 3            | 972          | 859          | 26     | 21     | 5      | 1811   | 1546   | +265   |
| Play-off            |       | 2       | 2       | 0       | 133     | 99      | 3            | 1            | 2            | 204          | 204          | 5      | 3      | 2      | 337    | 303    | +34    |
| Coppa Italia        |       | -       | -       | -       | -       | -       | 2            | 2            | 0            | 133          | 125          | 2      | 2      | 0      | 133    | 125    | +8     |
| Supercoppa italiana |       | -       | -       | -       | -       | -       | 1            | 0            | 1            | 54           | 83           | 1      | 0      | 1      | 54     | 83     | -29    |
| Totale              | 42    | 14      | 12      | 2       | 972     | 786     | 20           | 14           | 6            | 1363         | 1271         | 34     | 26     | 8      | 2335   | 2057   | +278   |

### Andamento in campionato
| Giornata  | 1 | 2 | 3 | 4 | 5 | 6 | 7 | 8 | 9 | 10 | 11 | 12 | 13 | 14 | 15 | 16 | 17 | 18 | 19 | 20 | 21 | 22 | 23 | 24 | 25 | 26 |
| --------- | - | - | - | - | - | - | - | - | - | -- | -- | -- | -- | -- | -- | -- | -- | -- | -- | -- | -- | -- | -- | -- | -- | -- |
| Luogo     | T | C | T | C | T | C | T | C | T | C  | T  | T  | C  | T  | T  | C  | T  | C  | T  | C  | T  | C  | T  | C  | C  | T  |
| Risultato | V | V | V | V | P | V | V | V | V | V  | V  | V  | V  | V  | V  | V  | P  | V  | V  | P  | V  | P  | V  | V  | V  | P  |
| Posizione | 2 | 4 | 4 | 2 | 3 | 4 | 3 | 3 | 2 | 2  | 1  | 1  | 1  | 1  | 1  | 1  | 2  | 2  | 2  | 2  | 2  | 3  | 3  | 3  | 3  | 3  |

Legenda:

Luogo: N = Campo neutro; C = Casa; T = Trasferta. Risultato: V = Vittoria; P = Sconfitta.

### Statistiche delle giocatrici
Totali di: Campionato (stagione regolare e play-off), Coppa Italia e Supercoppa
| Giocatrice          | Partite | Partite | Partite | Pun | Min. | Falli | Falli | Tiri da 2 | Tiri da 2 | Tiri da 2 | Tiri da 3 | Tiri da 3 | Tiri da 3 | Tiri Liberi | Tiri Liberi | Tiri Liberi | Rimbalzi | Rimbalzi | Rimbalzi | Stopp. | Stopp. | Palle | Palle | Ass | Val. | Val.  | A+dP |
| Giocatrice          | Pr      | PG      | SF      | Pun | Min. | C     | S     | R         | T         | %         | R         | T         | %         | R           | T           | %           | O        | D        | T        | D      | S      | P     | R     | Ass | Lega | OER   | A+dP |
| ------------------- | ------- | ------- | ------- | --- | ---- | ----- | ----- | --------- | --------- | --------- | --------- | --------- | --------- | ----------- | ----------- | ----------- | -------- | -------- | -------- | ------ | ------ | ----- | ----- | --- | ---- | ----- | ---- |
| Camille Little      | 34      | 34      | 34      | 521 | 1027 | 87    | 83    | 151       | 306       | 49,3      | 51        | 129       | 39,5      | 66          | 89          | 74,2        | 54       | 160      | 214      | 9      | 6      | 97    | 74    | 40  | 495  | 90,32 | 17   |
| Rebekkah Brunson    | 29      | 29      | 29      | 460 | 866  | 67    | 131   | 174       | 332       | 52,4      | 1         | 6         | 16,7      | 109         | 144         | 75,7        | 90       | 239      | 329      | 14     | 5      | 71    | 53    | 15  | 661  | 94,93 | -3   |
| Maja Erkič          | 34      | 33      | 33      | 265 | 884  | 57    | 33    | 97        | 213       | 45,5      | 17        | 72        | 23,6      | 20          | 27          | 74,1        | 36       | 63       | 99       | 2      | 5      | 66    | 37    | 27  | 157  | 68,44 | -2   |
| Chiara Consolini    | 34      | 34      | 32      | 247 | 931  | 66    | 69    | 74        | 189       | 39,2      | 23        | 81        | 28,4      | 30          | 47          | 63,8        | 13       | 73       | 86       | 6      | 5      | 51    | 46    | 32  | 174  | 67,59 | 27   |
| Jenifer Nadalin     | 34      | 34      | 5       | 222 | 698  | 63    | 43    | 96        | 206       | 46,6      | 0         | 1         | 0,0       | 30          | 42          | 71,4        | 45       | 108      | 153      | 12     | 5      | 43    | 30    | 20  | 246  | 81,76 | 7    |
| Gaia Gorini         | 34      | 34      | 31      | 195 | 805  | 49    | 110   | 69        | 136       | 50,7      | 6         | 23        | 26,1      | 39          | 71          | 54,9        | 27       | 130      | 157      | 3      | 3      | 78    | 49    | 61  | 329  | 68,50 | 32   |
| Milica Mićović      | 33      | 32      | 3       | 168 | 510  | 53    | 34    | 24        | 61        | 39,3      | 34        | 85        | 40,0      | 18          | 20          | 90,0        | 12       | 42       | 54       |        | 2      | 41    | 25    | 17  | 112  | 73,39 | 1    |
| Débora González     | 34      | 34      | 3       | 166 | 670  | 70    | 63    | 38        | 86        | 44,2      | 23        | 79        | 29,1      | 21          | 28          | 75,0        | 4        | 38       | 42       | 1      | 7      | 53    | 44    | 35  | 110  | 70,74 | 26   |
| Monique Ngo Ndjock  | 34      | 19      |         | 74  | 172  | 21    | 8     | 32        | 57        | 56,1      | 0         | 2         | 0,0       | 10          | 12          | 83,3        | 21       | 40       | 61       | 3      |        | 8     | 8     |     | 96   | 44,65 |      |
| Lia Rebecca Valerio | 34      | 25      |         | 14  | 227  | 9     | 5     | 3         | 11        | 27,3      | 2         | 5         | 40,0      | 2           | 4           | 50,0        | 10       | 18       | 28       | 1      | 1      | 8     | 11    | 6   | 34   | 38,24 | 9    |
| Simona Sorrentino   | 16      | 6       |         |     | 10   | 1     |       | 0         | 2         | 0,0       |           |           |           |             |             |             |          |          |          |        |        |       |       |     | -3   | 0,00  |      |